# Franz August Schmölders
Franz August Schmölders (* 28. November 1809 in Rhede, Münsterland; † 21. Februar 1880 in Breslau) war ein deutscher Orientalist. Sein Schwerpunkt war die arabische Sprache und Literatur.

## Leben
Schmölders studierte ab 1830 Philosophie und Theologie an der Universität Bonn. Unter dem Einfluss der Professoren Christian August Brandis, Georg Wilhelm Friedrich Freytag, Christian Lassen und August Wilhelm Schlegel konzentrierte er sich bald auf die orientalische, besonders arabische Philosophie. Er lernte dafür Hebräisch, Arabisch, Avestisch, Persisch, Syrisch und Sanskrit.
Während seines Studiums beschäftigte sich Schmölders besonders mit den arabischen Übersetzungen der Schriften des Aristoteles. 1835 gewann er mit einer Textausgabe der Werke des indischen Philosophen Bhartrihari den Preis der Philosophischen Fakultät. Am 22. Juli 1836 wurde er zum Dr. phil. promoviert.
Ein Stipendium der Preußischen Akademie der Wissenschaften ermöglichte Schmölders nach dem Studium einen dreieinhalbjährigen Aufenthalt in Paris, wo er seine Studien vertiefte. Er hörte Vorlesungen bei den großen Arabisten Frankreichs Silvestre de Sacy, Joseph Toussaint Reinaud (1795–1867) und Pierre Amédée Jaubert. Während seiner Zeit in Paris verfasste er sein erstes Buch in französischer Sprache, in dem er die Geschichte der Philosophie bei den Arabern behandelte. Es erschien 1842 beim Verlag Firmin Didot. Kurz darauf kehrte Schmölders nach Bonn zurück und habilitierte sich dort.
Am 22. Dezember 1842 hielt Schmölders seine Antrittsvorlesung an der Universität Bonn. Als Privatdozent erhielt er zwar kein festes Einkommen, aber der preußische Kultusminister Johann Albrecht Friedrich von Eichhorn vermittelte ihm mehrmals staatliche Unterstützung durch Stipendien. Bereits nach eineinhalb Jahren (1844) wurde Schmölders als außerordentlicher Professor der orientalischen Sprachen und Literatur an die Universität Breslau berufen. Er folgte diesem Ruf zum 29. Juni 1844.
In Breslau war Schmölders 16 Jahre lang gleichzeitig an der Universität und im Schuldienst tätig. Er unterrichtete nebenamtlich am Matthias-Gymnasium Hebräisch und Französisch und richtete mit offizieller Erlaubnis auch einen Englisch-Kurs ein, in den er besonders begabte Schüler aufnahm. Seine Forschungsarbeit setzte er trotz der Doppelbelastung fort. Am 1. Mai 1846 wurde er als ordentliches Mitglied in die Deutsche Morgenländische Gesellschaft aufgenommen; heute liegen dort sechs Abschriften arabischer Manuskripte im Nachlass in Halle an der Saale.
Nach dem Tod seines älteren Kollegen Georg Heinrich Bernstein (1860) erhielt Schmölders am 10. Oktober dessen ordentliche Professur für Orientalistik. Damit war er im Stande, seine Lehrtätigkeit am Gymnasium zu beenden. Er wirkte noch zwanzig Jahre lang als Professor an der Universität und erhielt während dieser Zeit zahlreiche Ehrungen im In- und Ausland. Sein Enkel Günter Schmölders wurde Wirtschaftswissenschaftler. 
Aufgrund seiner Sprachkenntnisse – er beherrschte 22 Fremdsprachen – war Schmölders auch außerhalb der Universität sehr gefragt. Als Mitglied der Wissenschaftlichen Prüfungskommission nahm er Prüfungen im Englischen und Französischen ab, am königlichen Stadt- und Appellationsgericht wirkte er als vereidigter Dolmetscher. Seine vielfachen Verpflichtungen, seine intensive Lehrtätigkeit und eine Unterleibserkrankung hinderten ihn seit den 1860er Jahren an umfangreichen Publikationen.

## Mitgliedschaften
Franz August Schmölders war Mitglied der Deutschen Morgenländischen Gesellschaft.

## Schriften (Auswahl)
- Documenta philosophiae Arabum ex codd. mss. primus edidit, Latine vertit, commentario illustravit Dr. A. S. Bonn 1836
- Essai sur les écoles philosophiques chez les Arabes et notamment sur la doctrine d’Algazzali. Paris 1842
- De studiis Arabum grammaticus libellus. Breslau 1862